# Flóki Vilgerðarson
Flóki Vilgerðarson, bekannt als Hrafna-Flóki, deutsch Raben-Flóki (fl. im 9. Jahrhundert), war einer der ersten Wikinger, die Island besuchten und versuchten, sich dort niederzulassen. Nach der isländischen Überlieferung war es Flóki, der dem Land den Namen Island gab.

## Leben
Nach den ersten Erkundungen Islands in der Mitte des 9. Jahrhunderts durch den Norweger Naddoddur und den Schweden Garðarr Svavarsson – so die Landnámabók –, zog es Flóki um 865 aus Norwegen in dieses neue Land, das damals noch als Garðarshólmi bekannt war. Er wollte sich dort mit seinem gesamten Haushalt und seinen Freunden niederlassen. Die Landnámabók erwähnt namentlich Leute namens Þórólfur, Herjólfur und Faxi als Mitreisende. Den Namen Raben-Flóki erhielt er, da er als Anhänger der nordgermanischen Religion drei Raben mit sich führte, die ihm den Weg weisen sollten. Als Flóki, der sich in seiner Siedlung in den Westfjorden mangelhaft auf einen harten Winter vorbereitet hatte, im Frühjahr einen Fjord voller Treibeis erblickte, nannte er das Land Ísland, Eisland. Enttäuscht kehrte er nach einem weiteren Jahr in Island nach Norwegen zurück, wo er das Land negativ darstellte. Die Schilderungen von Þórólfur und Herjólfur fielen jedoch wesentlich positiver aus. Flóki selber soll viele Jahre später nach Island zurückgekehrt sein und dort sein restliches Leben verbracht haben.

## Kulturelle Rezeption
In der Fernsehserie Vikings ist Floki eine der Hauptfiguren, er wird von Gustaf Skarsgård dargestellt; in der fünften Staffel erfolgt seine Reise nach Island und die Niederlassung auf der Insel. 